# 狐奴県
狐奴県（こど-けん）は中華人民共和国北京市にかつて設置された県。現在の北京市順義区北東部に位置する。
前漢により設置された。三国時代になると魏により廃止されたが、西晋が成立すると再び設置されている。南北朝時代になると北魏により廃止された。